# Discografia de Xutos & Pontapés
Esta é a discografia completa dos Xutos & Pontapés, banda de rock portuguesa.

## Álbuns de estúdio
| Ano  | Álbum              |
| ---- | ------------------ |
| 1982 | 78/82              |
| 1985 | Cerco              |
| 1987 | Circo de Feras     |
| 1988 | 88                 |
| 1990 | Gritos Mudos       |
| 1992 | Dizer Não de Vez   |
| 1993 | Direito ao Deserto |
| 1997 | Dados Viciados     |
| 2001 | XIII               |
| 2004 | Mundo ao Contrário |
| 2009 | Xutos & Pontapés   |
| 2014 | Puro               |
| 2019 | Duro               |

## Álbuns ao vivo
| Ano  | Álbum                                                  |
| ---- | ------------------------------------------------------ |
| 1988 | Ao Vivo                                                |
| 1988 | Ao Vivo 88                                             |
| 1995 | Ao Vivo na Antena 3                                    |
| 2000 | 1º de Agosto no Rock Rendez-Vous 1986                  |
| 2002 | Sei Onde Tu Estás (Ao Vivo 2001)                       |
| 2003 | Nesta Cidade                                           |
| 2005 | Ao Vivo no Pavilhão Atlântico                          |
| 2010 | Estádio Do Restelo 2009                                |
| 2012 | Titãs + Xutos & Pontapés - Ao Vivo no Rock in Rio 2011 |
| 2014 | 35 Anos - Ao Vivo                                      |
| 2016 | Se Me Amas (Acústico)                                  |

## Compilações
| Ano  | Álbum                 |
| ---- | --------------------- |
| 2000 | Vida Malvada          |
| 2012 | O Cerco Continua      |
| 2013 | Grandes Êxitos        |
| 2017 | Grandes Êxitos        |
| 2019 | 40 Anos A Dar No Duro |

## Bandas sonoras
| Ano  | Álbum    |
| ---- | -------- |
| 1998 | Tentação |

## Singles
| Ano  | Single                            |
| ---- | --------------------------------- |
| 1981 | Sémen                             |
| 1982 | Toca e Foge                       |
| 1984 | Remar Remar                       |
| 1986 | Barcos Gregos                     |
| 1987 | Saí P'ra Rua                      |
| 1987 | Contentores                       |
| 1987 | 7º Single                         |
| 1988 | Para Ti Maria                     |
| 1989 | Submissão                         |
| 1990 | Inimigos: Tu Aí                   |
| 1992 | Chuva Dissolvente                 |
| 1993 | Estupidez                         |
| 1997 | Dá um Mergulho                    |
| 1997 | "Manhã Submersa"                  |
| 1998 | Para Sempre                       |
| 2004 | Ai se ele cai                     |
| 2006 | Sexta-Feira 13                    |
| 2007 | É Tão Fácil                       |
| 2007 | Diz que é uma espécie de magazine |
| 2009 | Quem é Quem                       |
| 2009 | Perfeito Vazio                    |
| 2015 | Se Me Amas (Single Acústica)      |
| 2017 | Sementes do Impossível            |
| 2018 | Fim do Mundo                      |
| 2018 | Duelo Ao Sol (feat. Carlão)       |
| 2018 | Mar de Outono                     |

## DVDs
| Ano  | Título do DVD                              |
| ---- | ------------------------------------------ |
| 1988 | Ao Vivo 88 (Deluxe Edition 3CD+DVD)        |
| 2005 | Ao Vivo no Pavilhão Atlântico              |
| 2006 | Ai a P*** da Minha Vida                    |
| 2008 | O Circo de Feras: Ao Vivo no Campo Pequeno |
| 2010 | Estádio Do Restelo 2009                    |
| 2016 | Se Me Amas (Acústico)                      |